# Tierno Monénembo
Pour les articles homonymes, voir Diallo.
Tierno Monénembo de son nom de naissance Thierno Saïdou Diallo, né le 21 juillet 1947 à Porédaka en Guinée, est un écrivain guinéen, lauréat du prix Renaudot en 2008.

## Biographie

### Formation
Tierno Monénembo est le fils d'un fonctionnaire en Guinée. Au XIVe siècle, ses lointains ancêtres quittent le territoire de Fouta-Toro (Sénégal) pour s'implanter à Mâcina (Mali). Vers 1625, son ancêtre direct, Hamman Danêrin, un éleveur de bœufs, arrive  de la région de Mopti dans les vallées du Fouta-Djalon (Guinée). Dans un article en 2022, l'écrivain dira que si la Guinée est son pays natal, il considère le Mali et le Sénégal comme ses pays de cœur. 
En 1969, Monénembo fuit le pays et le régime d'Ahmed Sékou Touré et rejoint à pied le Sénégal voisin. Il poursuit ses études en Côte d'Ivoire, puis en France à partir de 1973, où il obtient un doctorat en biochimie de l'université de Lyon. Il se met à écrire en parallèle de sa thèse.
Il a longtemps enseigné à Caen. Il enseigne au Maroc et en Algérie. En 2008, il est professeur invité au Middlebury College dans le Vermont aux États-Unis.

### Carrière d'écrivain
Tierno Monénembo publie son premier roman  Les Crapauds-brousse en 1979. Ses romans traitent souvent de l'impuissance des intellectuels en Afrique, et des difficultés de vie des Africains en exil en France. Il s'intéresse particulièrement à l'histoire et aux relations des Noirs avec la diaspora émigrée de force au Brésil (Pelourihno). Il consacre un roman aux Peuls et une biographie romancée à Aimé Olivier de Sanderval, un aventurier et explorateur français, originaire de Lyon et Marseille (campagne Pastré), admirateur de leur civilisation et devenu un « roi » Peul (Le Roi de Kahel). À cette occasion, il revisite l'histoire coloniale pour faire entrer cette période controversée dans l'imaginaire romanesque.
Après cela, il travaille sur la vie d'un Peul guinéen, Addi Bâ, héros de la Résistance en France, fusillé par les Allemands (Le Terroriste noir), ainsi que sur les liens unissant la diaspora noire d'Amérique avec l'Afrique.
Tierno Monénembo est en résidence d'écrivain à Cuba lorsqu'il apprend qu'il est le lauréat 2008 du prix Renaudot. Sa récompense met en lumière toutefois la place grandissante qu'occupent les écrivains français d'origine africaine dans la littérature francophone. Elle souligne également, même si Tierno Monénembo vit en Normandie comme sur les traces du poète-président sénégalais Léopold Sédar Senghor, qu'une partie de la littérature contemporaine en français se trouve au Sud.
Il critique vivement le coup d'État militaire du 23 décembre 2008 en Guinée qui porte au pouvoir la junte menée par le capitaine Moussa Dadis Camara,, juste après la mort du président Lansana Conté, qui dirigeait le pays depuis 1984. En 2025, il dénoncera la grâce présidentielle accordée à Dadis Camara condamné à 20 ans de prison pour crimes contre l'humanité.
Resté relativement discret en 2009, tant sur le plan politique que littéraire, jusqu'au massacre de plus de 150 civils par l'armée le 28 septembre à Conakry, il écrit alors une tribune publiée dans Le Monde et intitulée La Guinée, cinquante ans d'indépendance et d'enfer pour condamner cette tuerie et appeler la communauté internationale à agir. En octobre 2019, il alerte de nouveau la communauté internationale en publiant une nouvelle tribune dans Le Point au sujet de la volonté du président guinéen Alpha Condé de s'octroyer un nouveau mandat après son dernier mandat constitutionnel « quitte à marcher sur des monceaux de cadavres ».
Son roman Saharienne Indigo publié en 2022, place au cœur de l'histoire deux femmes guinéennes. Il aborde les questions sensibles de la société africaine comme l’excision, la polygamie, les mariages forcés ou précoces. Il remporte le prix Moussa Konaté  récompensant le meilleur polar francophone,.

## Œuvre

### Romans
- 1979 : Les Crapauds-brousse[13], Seuil
- 1986 : Les Écailles du ciel[14], Seuil — Grand prix littéraire d'Afrique noire[15].
- 1991 : Un rêve utile[16], Seuil
- 1993 : Un attiéké pour Elgass, Seuil
- 1995 : Pelourinho, Seuil
- 1997 : Cinéma[17], Seuil
- 2000 : L'Aîné des orphelins, Seuil — Prix Tropiques
- 2004 : Peuls[18], Seuil
- 2008 : Le Roi de Kahel, Seuil — Prix Renaudot
- 2012 : Le Terroriste noir, Seuil — Prix Erckmann-Chatrian, Prix Ahmadou-Kourouma, Grand prix Palatine, Grand prix du roman métis, et sélection du Prix des cinq continents de la Francophonie 2013[19]
- 2015 : Les coqs cubains chantent à minuit, Seuil
- 2016 : Bled[20], Seuil – sélection du Prix des cinq continents de la Francophonie 2017[21]
- 2022 : Saharienne Indigo, Éditions du Seuil, Paris, 2022, 334 pages  (ISBN 978-2-0210-8897-7)

### Théâtre
- 2006 : La Tribu des gonzesses[22] (théâtre), éditions Cauris

### Autres écrits
- 2024 : De vent, de salive et d’encre, Études françaises, vol. 60, no 1, 2024, p. 23-26 [lire en ligne].

## Prix littéraires
- 1986 : Grand prix littéraire d'Afrique noire ex aequo, pour Les Écailles du ciel
- 2000 : Prix Tropiques pour L'Aîné des orphelins[23]
- 2008 : prix Renaudot pour Le Roi de Kahel[2]
- 2012 : prix Erckmann-Chatrian et Grand prix du roman métis pour Le Terroriste noir
- 2013 : Grand prix Palatine et prix Ahmadou-Kourouma pour Le Terroriste noir[24]
- 2017 : Grand Prix de la francophonie pour l’ensemble de son œuvre[25]
- 2022 : Prix Moussa Konaté pour Saharienne Indigo[26].